# Универсална ракета
Универсална ракета (на руски: Универсальная ракета), съкратено УР, е семейство руски (преди това съветски) военни ракети и ракети носители. Тази технология се разработва от изследователския център „Хруничев“, Москва.
Изготвени са няколко варианта на ракети, от които само 3 политат и само 2 влизат в експлоатация по-късно. Отказаната балиситична ракета УР-500 става основа за разработването на ракети „Протон“.

## УР-100
УР-100 е междуконтинентална балистична ракета (МКБР). Тя е течногоривна, има 2 степени. Използвана е като основа за ракетите носители „Стрела“ и „Рокот“.

## УР-200
УР-200 е трябвало да бъде голяма МКБР, която може да бъде използвана и като ракета носител. Направени са 9 изпитателни полета между 4 ноември 1963 г. и 20 октомври 1964 г. преди програмата да бъде спряна.

## УР-500
УР-500 е проектирана като много голяма МКБР. Програмата е спряна след 2 тестови полета. С добавена трета степен ракетата е използвана като ракета носител с названието Протон, чиито нови варианти са още в експлоатация.